# استان تقرت
استان تقرت (به عربی: ولایة تقرت) یک استان در الجزایر است که در الجزایر واقع شده‌است. استان تقرت ۱۷٬۴۲۸ کیلومتر مربع مساحت و ۲۴۷٬۲۲۱ نفر جمعیت دارد و ۲۷۶ متر بالاتر از سطح دریا واقع شده‌است.